# Floyd, Virginia
Floyd är administrativ huvudort i Floyd County i Virginia. Vid 2010 års folkräkning hade Floyd 425 invånare. Floyd har varit huvudort i countyt sedan countyts grundande 1831 och den nuvarande domstolsbyggnaden byggdes 1950–1951.